# 가미카와 지청

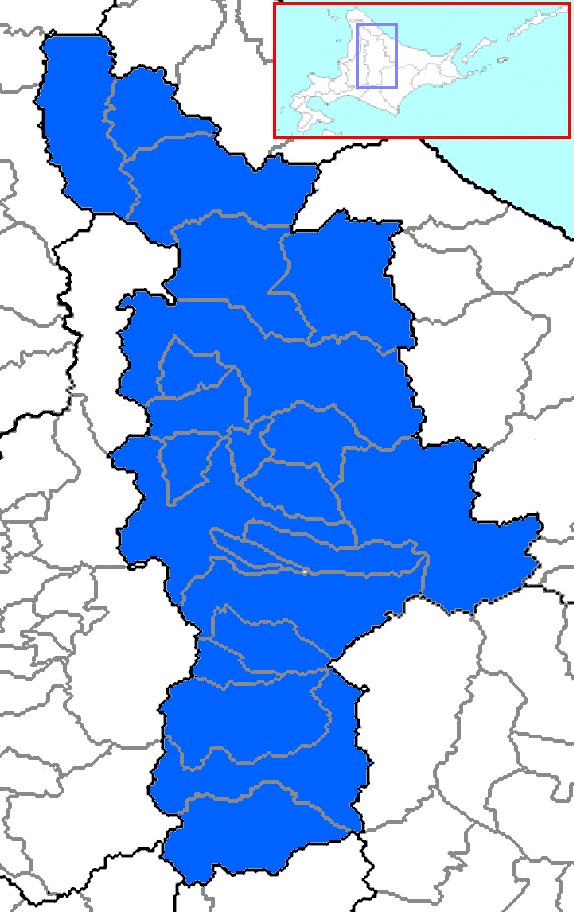
가미카와 종합진흥국

가미카와 지청(일본어: 上川支庁 가미카와시쵸우[*])는 일찍이 일본 홋카이도에 있던 지청 중 하나이다. 지청명은 이시카리국 가미카와 군에서 유래하였고 지청소재지는 아사히카와시이다. 관내는 4시·17정·2촌으로 구성되며 인접하는 루모이 진흥국· 소야 종합진흥국과의 관계가 강했다. 2010년 4월 1일, 가와카미 지청에서 가미카와 종합진흥국으로 개편되었다. 면적은 9,852.17km2이며, 인구는 2009년 3월 기준으로 535,456명이다.

## 역사
가미카와라는 이름은 아이누어의 ‘페니·웅르·코탄’(ペニ・ウングル・コタン, 하천 상류 사람들의 취락)을 의역한 것이다. 1869년, 개척사 판관 마쓰우라 다케시로에 의해서 이름이 붙여졌다.
- 1897년 - 이시카리 국 가미카와 군에 가미카와 지청이 설치됐다.
- 1899년 - 소라치 군 동부의 후라노 촌을 소라치 지청으로 이관했다.
- 1906년 - 무로란 지청 유후쓰 군 시무캇푸 촌을 편입했다.
- 2005년 9월 1일 - 시베쓰 시와 아사히 정이 신설 합병해, 새로운 시베쓰 시가 성립하였다.
- 2006년 3월 27일 - 나기 시와 후렌 정이 신설 합병해, 새로운 나요로 시가 성립하였다.
- 2010년 4월 1일 - 가미카와 지청을 폐지하고 가미카와 종합진흥국을 설치, 동시에 호로카나이 정을 편입했다.

## 지리
홋카이도의 거의 중앙과 동서로 산지에 끼어있는 분지대에 있고 남북으로 길다. 내륙이기 때문에 겨울은 매우 춥고, 여름은 비교적 고온이 된다.

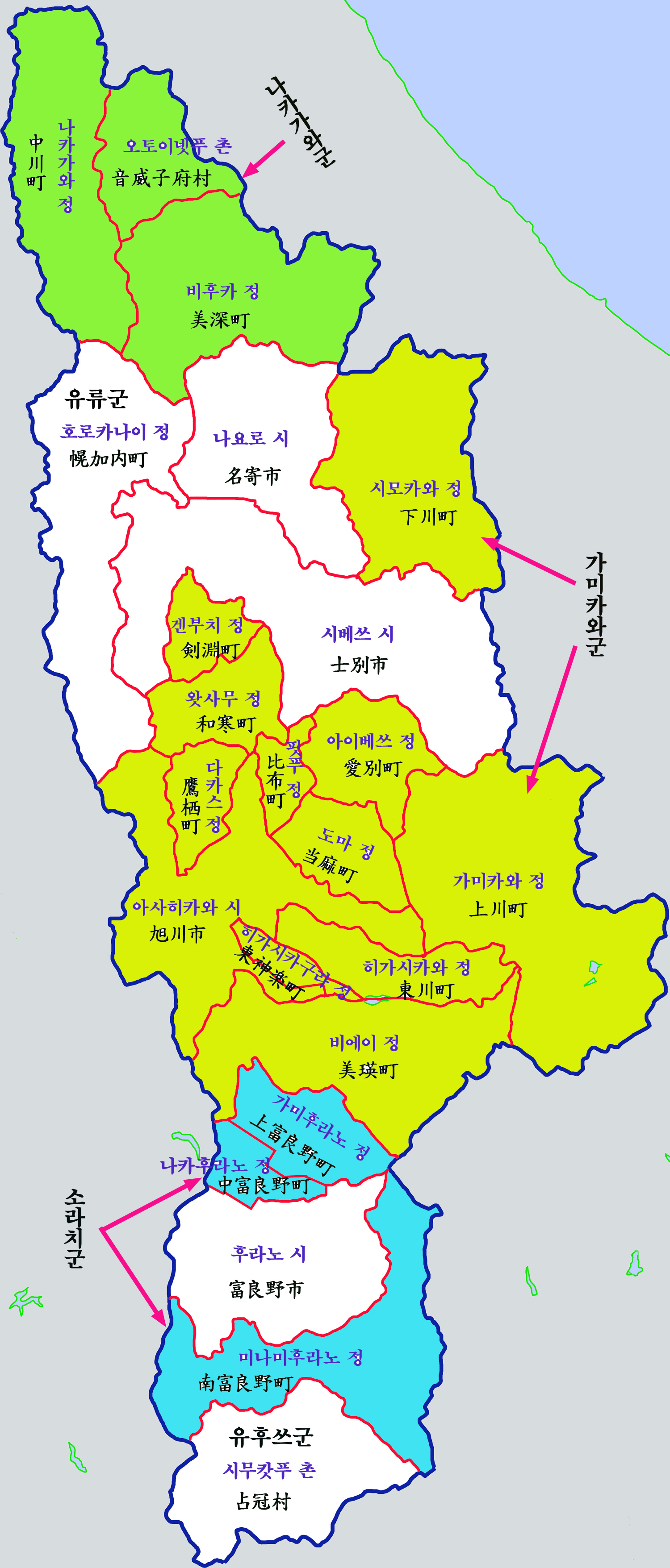
가미카와 종합진흥국 행정구역

## 지역
- 아사히카와시
- 후라노시
- 나요로시
- 시베쓰시
- 가미카와 군 (이시카리 국) : 아이베쓰정, 비에이정, 히가시카구라정, 히가시카와정, 가미카와정, 핏푸정, 다카스정, 도마정
- 가미카와 군 (데시오 국) : 겐부치정, 시모카와정, 왓사무정
- 나카가와 군 : 비후카정, 나카가와정, 오토이넷푸촌
- 소라치 군 : 가미후라노정, 미나미후라노정, 나카후라노정
- 유후쓰 군 : 시무캇푸촌
- 우류 군 : 호로카나이정